# Кімчхон Санму
«Кімчхон Санму» (кор. 김천 상무 프로축구단) — південнокорейський футбольний клуб з міста Санджу, заснований 1984 року.
«Санджу Санму» є футбольним підрозділом «Атлетичного корпусу корейської армії», тобто є армійським клубом, і в ньому грають лише південнокорейські футболісти, призвані на військову службу. Термін служби за призовом в південнокорейській армії становить два роки, тому склад команди щорічно оновлюється наполовину, а середній вік гравців дорівнює 20 рокам. З огляду на незіграність складу і молодий вік гравців, клуб є завсідником нижньої частини турнірної таблиці Кей-ліги 1.

## Історія
Утворений 11 січня 1984 року в результаті об'єднання трьох армійських команд як футбольний клуб «Санму». У 1985 році команда вступила в К-Лігу, але провела в ній лише один сезон, після чого аж до 2002 року виступала в напівпрофесіональній Національній лізі.
У 2002 році команда перебралася в місто Кванджу і з сезону 2003 року стала грати у К-лізі під ім'ям «Кванджу Санму Булсажо», скоротивши його до «Кванджу Санму» на наступний рік.
У 2011 році після утворення футбольного клубу «Кванджу», армійська команда повернулася в Санджу і отримала назву «Санджу Санму Фенікс», скорочене в 2013 році до «Санджу Санму».
В 2021 клуб переїхав в Кімчхон, де почав виступати як «Кімчхон Санму».

## Історія назв
- 1996–2002: «Санму»
- 2002–2003: «Кванджу Санму Булсажо»
- 2004–2010: «Кванджу Санму»
- 2011–2012: «Санджу Санму Фенікс»
- 2013–2020: «Санджу Санму»
- 2021–: «Кімчхон_Санму»

## Досягнення
- К-Ліга 2:
  - Чемпіон (3): 2013, 2015, 2021